# Уайльд (лунный кратер)
Кратер Уайльд (лат. Wyld) — большой древний ударный кратер на экваторе обратной стороны Луны. Название присвоено в честь американского инженера в области ракетостроения Джеймса Харта Уайлда (1913—1953) и утверждено Международным астрономическим союзом в 1970 г. Образование кратера относится к донектарскому периоду.

## Описание кратера
Ближайшими соседями кратера Уайльд являются кратер Пуркинье на западе; кратер Фокс, перекрывающий северную оконечность вала кратера Уайльд; кратер Саха на востоке; кратер Людвиг на юге и кратер Хираяма на юго-западе. Селенографические координаты центра кратера 1°25′ ю. ш. 98°06′ в. д. / 1,42° ю. ш. 98,1° в. д., диаметр 103,4 км, глубина 2,8 км
Кратер Уайльд имеет полигональную форму и значительно разрушен за длительное время своего существования. Вал сглажен, отмечен множеством маленьких кратеров, трудно различим на фоне окружающей местности. Высота вала над окружающей местностью достигает 1440 м, объем кратера составляет приблизительно 8400 км³. Дно чаши сравнительно ровное, отмечено множеством кратеров, в северной части находится сдвоенная пара небольших кратеров.
Несмотря на расположение на обратной стороне Луны при благоприятной либрации кратер доступен для наблюдения с Земли, однако под низким углом и в искаженной форме.

## Сателлитные кратеры
| Уайльд | Координаты                                            | Диаметр, км |
| ------ | ----------------------------------------------------- | ----------- |
| C      | 0°44′ с. ш. 100°46′ в. д. / 0,73° с. ш. 100,77° в. д. | 33,7        |
| J      | 3°49′ ю. ш. 99°20′ в. д. / 3,81° ю. ш. 99,34° в. д.   | 23,9        |

## См.также
- Список кратеров на Луне
- Лунный кратер
- Морфологический каталог кратеров Луны
- Планетная номенклатура
- Селенография
- Минералогия Луны
- Геология Луны
- Поздняя тяжёлая бомбардировка